# Новонікітино (Октябрський район)
Новонікі́тино (рос. Новоникитино) — село у складі Октябрського району Оренбурзької області, Росія.

## Населення
Населення — 804 особи (2010; 900 у 2002).
Національний склад (станом на 2002 рік):
- росіяни — 64 %
- казахи — 27 %